# Codes postaux au Swaziland
 (décembre 2023).
Les codes postaux au Swaziland (aussi eSwatini) sont des codes postaux alphanumériques. Ils sont composés d'une lettre et de trois chiffres. La première lettre indique le quartier et les trois derniers chiffres indiquent la ville.

## Liste de codes postaux au Swaziland[1]
| Région Hhohho | Région Hhohho | Région Manzini      | Région Manzini | Région Shiselweni | Région Shiselweni | Région Lubombo | Région Lubombo |
| ------------- | ------------- | ------------------- | -------------- | ----------------- | ----------------- | -------------- | -------------- |
| Mbabane       | H100          | Manzini             | M200           | Nhlangano         | S400              | Siteki         | L300           |
| Swazi Plaza   | H101          | Kwaluseni           | M201           | Hlatikhulu        | S401              | Simunye        | L301           |
| Sandla        | H102          | Matsapha            | M202           | Kubuta            | S402              | Maphiveni      | L302           |
| Eveni         | H103          | Ludzeludze          | M203           | Eluqolweni        | S403              | Lomahasha      | L303           |
| Motshane      | H104          | Malkerns            | M204           | Esandleni         | S404              | Ehlane         | L304           |
| Ngwenya       | H105          | Luyengo             | M205           | Ntjaneni          | S405              | Ngomane        | L305           |
| Ezulwini      | H106          | Mankayane           | M206           | Mahamba           | S406              | Shewula        | L306           |
| Lobamba       | H107          | Encabaneni          | M207           | Dwaleni           | S407              | Mpaka          | L307           |
| Piggs Peak    | H108          | Mahlangatsha        | M208           | Mhlosheni         | S408              | Tshaneni       | L308           |
| Bulembu       | H109          | Luve                | M209           | Hluti             | S409              | Mhlume         | L309           |
| Enkhaba       | H110          | Mhlatuze            | M210           | Lavumisa          | S410              | Vuvulane       | L310           |
| Mayiwane      | H111          | Sithobela           | M211           | Matsanjeni        | S411              | Big Bend       | L311           |
| Herefords     | H112          | Kandinda            | M212           | Magubheleni       | S412              | Matata         | L312           |
| Ngonini       | H113          | Mzimpofu            | M213           | Gege              | S413              | Nsoko          | L313           |
| Entfonjeni    | H114          | Siphofaneni         | M214           | Zombodze          | S414              | Sivunge        | L314           |
| Mhlambanyatsi | H115          | Croydon             | M215           | Sigwe             | S415              | Mpholonjeni    | L315           |
| Bhunya        | H116          | Sidvokodvo          | M216           |                   |                   | Maphungwane    | L316           |
| Siphocosini   | H117          | Kaphunga            | M217           |                   |                   | Mambane        | L317           |
| Dlangeni      | H118          | Phocweni            | M218           |                   |                   |                |                |
| Sandlane      | H119          | St Georges Barracks | M219           |                   |                   |                |                |
| Emangweni     | H120          | Mliba               | M220           |                   |                   |                |                |